# Mario Armano
Mario Armano, né le 25 juillet 1946 à Alexandrie, est un bobeur italien des années 1960 et 1970.

## Carrière
Mario Armano participe aux Jeux olympiques de 1968 à Grenoble et est sacré champion olympique en bob à quatre (avec Eugenio Monti, Roberto Zandonella et Luciano de Paolis).
L'année suivante, il remporte la médaille d'argent en bob à quatre aux Championnats du monde de bobsleigh 1969 à Lake Placid avec Gianfranco Gaspari, Sergio Pompanin et Roberto Zandonella ainsi que la médaille de bronze en bob à deux avec Gianfranco Gaspari.
En 1970, il remporte la médaille d'or mondiale en bob à quatre aux Championnats du monde de bobsleigh 1970 à Saint-Moritz avec Nevio de Zordo, Roberto Zandonella et Luciano de Paolis ainsi que la médaille d'or européenne en bob à deux aux Championnats d'Europe de bobsleigh 1970 à Cortina d'Ampezzo avec Gianfranco Gaspari. Armano et Gaspari remportent aussi le titre mondial en 1971 à Cervinia.
Aux Jeux olympiques de 1972 à Sapporo, il termine huitième en bob à quatre avec Gianfranco Gaspari, Roberto Zandonella et Luciano de Paolis et quatrième en bob à deux avec Gaspari.

## Palmarès

### Jeux Olympiques
- : médaillé d'or en bob à 4 aux JO 1968.

### Championnats monde
- : médaillé d'or en bob à 2 aux championnats monde de 1971.
- : médaillé d'or en bob à 4 aux championnats monde de 1970.
- : médaillé d'argent en bob à 4 aux championnats monde de 1969.
- : médaillé de bronze en bob à 2 aux championnats monde de 1969.